# Paulina Chávez
Paulina F. Chávez (El Paso, 22 maggio 2002) è un'attrice statunitense.

## Biografia
Paulina Chávez è nata a El Paso da genitori messicani e ha un fratello gemello. Appassionata di equitazione, ha smesso con le competizioni a cavallo per provare a recitare dopo che sua sorella ha sposato uno sceneggiatore. Nel 2016, a 14 anni, ha recitato nel suo primo lungometraggio, Li'l Mayne and the Knuckleheads. Nel 2020 ha iniziato a recitare nel ruolo di Ashley Garcia nella serie comica L'universo in espansione di Ashley Garcia. Nel 2022 ha interpretato Flora in Fate: The Winx Saga.

## Filmografia parziale

### Attrice

#### Cinema
- The Long Game, regia di Julio Quintana (2023)
- Alexander and the Terrible, Horrible, No Good, Very Bad Road Trip, regia di Marvin Lemus (2025)

#### Televisione
- L'universo in espansione di Ashley Garcia – serie TV, 15 episodi (2020)
- Fate: The Winx Saga – serie TV, 6 episodi (2022)
- Landman - serie TV (2024)

### Doppiatrice
- I Casagrande - Il film, regia di Miguel Puga (2024)[1]